# Remigio Del Grosso (sceneggiatore)
Remigio Del Grosso (Colle Sannita, 26 febbraio 1912 – Riccione, 18 luglio 1984) è stato uno sceneggiatore e regista italiano.

## Biografia
Nipote dell'omonimo astronomo, lavora nel cinema dal 1940 come soggettista, sceneggiatore e aiuto regista occasionale. I suoi lavori, spesso per film storici, d'avventura, spionistici e western, furono perlopiù con Giorgio Ferroni, per il quale collaborò in undici pellicole. L'ultimo suo contributo, nel 1974, fu per Domenico Paolella. Dal 1959 fu anche regista di documentari d'arte, tra cui Due grandi nomi del 1963 sui pittori Michelangelo Buonarroti e Raffaello Sanzio. Due anni prima aveva diretto il suo unico lungometraggio a soggetto, Ursus e la ragazza tartara.

## Filmografia

### Regista
- Il paese dell'anima, in collaborazione con Aldo Victor de Sanctis - documentario (1957)
- Tecnica dell'incisione - documentario (1959)
- Ballata siciliana - documentario (1959)
- Ursus e la ragazza tartara (1961)
- Due grandi nomi: Michelangelo e Raffaello - documentario (1963)

### Sceneggiatore
- Gli ultimi della strada, regia di Domenico Paolella (1939)
- L'ebbrezza del cielo, regia di Giorgio Ferroni (1940)
- L'orizzonte dipinto, regia di Guido Salvini (1941)
- Carosello napoletano, regia di Ettore Giannini (1953)
- Motivo in maschera, regia di Stefano Canzio (1955)
- La donna dei faraoni, regia di Viktor Turžanskij (1960)
- Il mulino delle donne di pietra, regia di Giorgio Ferroni (1960)
- La moglie di mio marito, regia di Antonio Roman (1961)
- Antinea, l'amante della città sepolta, regia di Edgar G. Ulmer (1961)
- Col ferro e col fuoco, regia di Fernando Cerchio (1961)
- Ursus e la ragazza tartara, regia di Remigio Del Grosso (1961)
- Lo sceicco rosso, regia di Fernando Cerchio (1962)
- Ercole contro Moloch, regia di Giorgio Ferroni (1963)
- Il colosso di Roma, regia di Giorgio Ferroni (1964)
- Coriolano, eroe senza patria, regia di Giorgio Ferroni (1964)
- Il leone di Tebe, regia di Giorgio Ferroni (1964)
- S.077 spionaggio a Tangeri, regia di Gregg G. Tallas (1965)
- New York chiama Superdrago, regia di Giorgio Ferroni (1965)
- Perry Grant agente di ferro, regia di Luigi Capuano (1966)
- Quel nostro grande amore, regia di Tulio Demicheli (1966)
- Agente Logan - Missione Ypotron, regia di Giorgio Stegani (1966)
- Per pochi dollari ancora, regia di Giorgio Ferroni (1966)
- Agente speciale L.K. (Operazione Re Mida) (Lucky, el intrépido), regia di Jesús Franco (1967)
- Wanted, regia di Giorgio Ferroni (1967)
- Il pistolero segnato da Dio, regia di Giorgio Ferroni (1968)
- La battaglia di El Alamein, regia di Giorgio Ferroni (1969)
- Un bianco vestito per Marialé, regia di Romano Scavolini (1972)
- La preda, regia di Domenico Paolella (1974)